# Pierre Laugier
Louis-Pierre Laugier, né le 14 mai 1864 à Paris 6e et mort le 11 janvier 1907 à Paris 16e,, est un acteur français.

## Biographie
Fils de Lucie Mathieu (fille de l’astronome Claude-Louis Mathieu), et de l’astronome Paul Laugier, il est premier prix de comédie au Conservatoire de Paris dans la classe de Louis-Arsène Delaunay et entre en 1885 à la Comédie-Française, avant d'en devenir le 328e sociétaire, en 1894. Il est apparu, entre autres, dans Tartuffe (Orgon), L'Avare de Molière, Les Folies amoureuses (Albert) de  Jean-François Regnard, Le Gendre de M. Poirier d'Émile Augier et Jules Sandeau, Il ne faut jurer de rien d'Alfred de Musset et Thermidor de Victorien Sardou.
Il mourut, âgé de 42 ans seulement, de la scarlatine au chevet de l’une de ses deux filles. Il était le petit-neveu de François Arago.

## Théâtre

### Comédie-Française
Entrée en 1885
Nommé 328e sociétaire en 1894
Décès en 1907
- 1886 : L'Avare de Molière : Harpagon
- 1886 : La Coupe enchantée de Jean de La Fontaine et Champmeslé : Bertrand
- 1889 : Henri III et sa cour d'Alexandre Dumas : Bussy-Leclerc
- 1890 : Le Bourgeois gentilhomme de Molière : le maître de musique
- 1890 : George Dandin de Molière : George Dandin
- 1891 : Thermidor de Victorien Sardou : Marteau
- 1892 : La Gageure imprévue de Michel-Jean Sedaine : M. de Clairville
- 1892 : Le Juif polonais d'Émile Erckmann et Alexandre Chatrian : Heinrich
- 1893 : Dom Juan ou le Festin de pierre de Molière : M. Dimanche
- 1893 : Les Plaideurs de Jean Racine : Chicaneau
- 1894 : Le Barbier de Séville de Beaumarchais : Bartholo
- 1895 : Les Tenailles de Paul Hervieu : Ferdinand Valenton
- 1895 : Le Mariage de Figaro de Beaumarchais : Bartholo
- 1896 : Les Rantzau d'Émile Erckmann et Alexandre Chatrian : Jacques Rantzau
- 1897 : Le Passé de Georges de Porto-Riche : Bracony
- 1899 : Mercadet d'Honoré de Balzac : Verdelin
- 1899 : Le Torrent de Maurice Donnay
- 1901 : Les Âmes en peine d'Ambroise Janvier de La Motte et Marcel Ballot : Monnier
- 1902 : L'École des maris de Molière : Sganarelle
- 1902 : La Grammaire d'Eugène Labiche et Alphonse Jolly : Machut
- 1902 : Le Passé de Georges de Porto-Riche : Bracony
- 1902 : Ruy Blas de Victor Hugo : Don Guritan
- 1903 : La Vraie farce de Maître Pathelin d'Édouard Fournier : Pathelin
- 1903 : Les affaires sont les affaires d'Octave Mirbeau : Phinck
- 1903 : Le Malade imaginaire de Molière : Argan
- 1904 : Hamlet de William Shakespeare, adaptation d'Alexandre Dumas et de Paul Meurice : Polonius
- 1904 : La Plus faible de Marcel Prévost : Lebrun
- 1905 : Hyacinthe ou la Fille de l'apothicaire de Paul Gruyer : Maître Nicolas Guillaume
- 1905 : Les Folies amoureuses de Jean-François Regnard : Albert
- 1906 : Les Plaideurs de Jean Racine : Chicaneau
- Tartuffe de Molière
- Il ne faut jurer de rien d'Alfred de Musset

### Hors Comédie-Française
- 1886 : Les Captifs de Jules Truffier d'après Plaute, théâtre National de l'Opéra